# 重富吉之助
重富 吉之助（しげとみ きちのすけ、1933年4月20日 - ）は、日本の政治家。元・自由民主党参議院議員（竹下派、1期）。

## 経歴
福岡県出身。1952年福岡県立八女高等学校、1956年九州大学経済学部卒業。1960年防衛施設庁に入る。1981年臨時行政改革推進審議会事務局総務課長。1984年参事官に就任した。1986年中部管区行政監察局長。1987年審議官。1988年行政情報システム参事官を経て、1989年官房審議官。1990年12月に退官。1991年の福岡県知事選に出馬したが落選。同年9月の参院補選に自民党公認で立候補して当選。1992年に落選。1995年の福岡県知事選に再び立候補したが落選。同年の参議院選挙で無所属から立候補したが落選した。

## 元秘書
- 古賀潤一郎（元・衆議院議員）